# Bab's Matinee Idol
Bab's Matinee Idol er en amerikansk stumfilm fra 1917 af J. Searle Dawley.

## Medvirkende
- Marguerite Clark som Bab Archibald.
- Helen Greene som Leila Archibald.
- Isabel O'Madigan som Mrs. Archibald.
- Frank Losee som Mr. Archibald.
- Nigel Barrie som Carter Brooks.